# Levan Kutalia
Levan Kutalia (in georgiano ლევან კუტალია?; Zugdidi, 19 luglio 1989) è un calciatore georgiano, attaccante del Rustavi.

## Carriera

### Club
Kutalia inizia la sua carriera nelle file dello Zugdidi, squadra della sua città natale. Nel 2008 passa allo Slavija, militante nella massima serie bosniaca. Il 16 luglio 2009 fa il suo debutto in una competizione europea, nell'incontro disputato contro l'Aalborg (0-0), valido per l'andata del secondo turno preliminare dell'Europa League 2009-2010. Al ritorno mette a segno la rete del momentaneo 1-0 per lo Slavija: l'incontro terminerà poi 3-1, sancendo il passaggio del turno del club bosniaco. Kutalia scende in campo anche nella doppia sfida valida per il terzo turno preliminare contro il VSS Košice, che tuttavia ha la meglio, con l'aggregato di 5-1 (0-2 all'andata; 3-1 al ritorno). Nonostante la partecipazione ai preliminari lo Slavija si troverà alle prese con una stagione particolarmente difficile, nella quale in campionato lotta per non retrocedere. Nella prima parte di stagione Kutalia totalizza 11 presenze e nessuna rete. Lascia il club nei primi mesi del 2010, a causa di un infortunio che lo costringe ad un anno di stop e che condizionerà particolarmente il suo rendimento negli anni successivi.
Il 17 gennaio 2011 viene ingaggiato dallo Zrinjski Mostar. Debutta con il club biancorosso il 26 febbraio, nella sconfitta incassata sul campo del Velež Mostar (1-0). In metà stagione colleziona 11 presenze in campionato e due reti (contro Čelik Zenica e Sarajevo). 
Nella stagione successiva disputa soltanto altri 5 incontri di campionato; segna soltanto una rete, il 21 agosto 2011, nella sconfitta interna contro l'Olimpik Sarajevo (2-4). Nel mese di ottobre lascia ufficialmente la Bosnia per tornare a giocare in patria, nuovamente nello Zugdidi.
Tuttavia dimostra fin da subito di non essere più una delle più grandi promesse del calcio georgiano: fino al luglio 2016 alterna stagioni in cui milita tra la massima serie georgiana e la serie cadetta. Dal gennaio 2013 al febbraio 2014 è nelle file dello Zest'aponi: sebbene questa esperienza si rivela per lui molto deludente (nessuna rete in 28 presenze tra campionato e coppe nazionali), il 22 febbraio 2013 si toglie la soddisfazione di vincere il primo trofeo della sua carriera, grazie alla vittoria in Supercoppa di Georgia contro il Dila Gori (4-2 d.c.r.).
Dopo alcune esperienze con le maglie di Shukura Kobuleti, Dinamo Zugdidi e Merani Mart'vili, il 16 gennaio 2016 si trasferisce al Lazika Zugdidi, militante in serie cadetta. Qui ritrova confidenza e fiuto del gol: in 13 incontri di campionato mette a segno 8 reti, tra cui una tripletta (la prima per lui in carriera) contro l'Algeti Marneuli (5-4).
Il 1º luglio 2017 si trasferisce a titolo definitivo alla T'orp'edo Kutaisi. In due stagioni colleziona 63 presenze complessive (49 in campionato, 14 tra coppe nazionali e turni preliminari di Champions League ed Europa League) e 19 reti (15 in campionato, 4 nelle coppe). Con il club di Kutaisi vince da protagonista il campionato georgiano 2017; la Coppa di Georgia 2018 e la Supercoppa di Georgia 2018 contro il Chik. Sachkhere, grazie ad una sua rete allo scadere (2-1).
il 1º gennaio 2019 passa a titolo definitivo alla Dinamo Tbilisi. Durante la stagione si conferma migliore attaccante del campionato: in 33 incontri disputati mette a segno ben 20 reti, tra cui 4 doppiette decisive (contro Sioni Bolnisi, Dila Gori, Chikhura Sachkhere e Torpedo Kutaisi, sua ex squadra), e una tripletta contro il Saburtalo Tbilisi (4-2). Nell'estate dello stesso anno mette inoltre a segno due reti nei turni preliminari dell'Europa League 2019-2020: la prima contro l'Engordany (primo turno preliminare), la seconda ai danni del Qəbələ (secondo turno). Al terzo turno la Dinamo Tbilisi viene estromessa dalla competizione dal Feyenoord (aggregato 5-1). Il 24 novembre, grazie alla vittoria esterna sul campo del Dila Gori, la Dinamo Tblisi è matematicamente Campione di Georgia per la diciassettesima volta nella sua storia. Per Kutalia è il quinto titolo vinto in carriera. Con le 20 reti realizzate in campionato si laurea infine capocannoniere della competizione.
Termina la sua esperienza alla Dinamo Tbilisi dopo aver collezionato 22 reti in 39 presenze totali.
L'11 gennaio 2020 diventa ufficialmente un nuovo calciatore dell'Ertis, club della massima serie kazaka. Con il club kazako tuttavia disputa soltanto due incontri, contro Qaisar e Qyzyljar, prima della sospensione del campionato a causa della pandemia di COVID-19. Il 30 maggio la Federazione calcistica kazaka annuncia il ritiro dell'Ertis dal campionato a causa di gravi problemi di natura finanziaria, e il calciatore si ritrova quindi svincolato.
Il 27 luglio firma un contratto biennale con l'Hapoel Tel Aviv.

### Nazionale
Ha giocato nella nazionale georgiana Under-21.

## Palmarès

### Club
- Supercoppa di Georgia: 2

Zest'aponi: 2012
T'orp'edo Kutaisi: 2018
- Campionato georgiano: 2

T'orp'edo Kutaisi: 2017
Dinamo Tbilisi: 2019
- Coppa di Georgia: 1

T'orp'edo Kutaisi: 2018

### Individuale
- Capocannoniere del campionato georgiano: 1

2019 (20 gol)